# Напрати
Напрати (пол. Napraty, нім. Napratten) — село в Польщі, у гміні Ківіти Лідзбарського повіту Вармінсько-Мазурського воєводства.
Населення — 138 осіб (2011).
У 1975-1998 роках село належало до Ольштинського воєводства.

## Демографія
Демографічна структура станом на 31 березня 2011 року:
|          | Загалом | Допрацездатний вік | Працездатний вік | Постпрацездатний вік |
| -------- | ------- | ------------------ | ---------------- | -------------------- |
| Чоловіки | 75      | 18                 | 48               | 9                    |
| Жінки    | 63      | 12                 | 38               | 13                   |
| Разом    | 138     | 30                 | 86               | 22                   |